# John Hawes
Pour les articles homonymes, voir Hawes.
John Hawes (ou Père Jérôme), né le 7 septembre 1876 à Richmond et mort le 26 juin 1956 à Miami, est un architecte et prêtre anglican britannique, converti au catholicisme en 1911, puis ordonné prêtre catholique en 1915. Il est principalement connu pour la réalisation d'églises en Angleterre, en Australie-Occidentale et aux Bahamas, où il se retira ensuite comme ermite, sous le nom de 'père Jérôme'.

## Biographie

### Formation
John Hawes naît le 7 septembre 1876 à Richmond, près de Londres. Il est le fils de l'avocat Edward Hawes et de son épouse Amelia. Il fréquente l'école de Brighton et Canterbury, puis entame en 1893 une formation d'architecte à Londres, au sein de l'Architectural School Association et de l'École centrale des Arts et de l'Artisanat. 
En 1897, il est chargé de la conception de maisons à Bognor, puis remporte un concours d'architecture et construit sa première église à Gunnerton en 1899. Parallèlement, il étudie au Lincoln Theological College, et reçoit l'ordination au sein de l'Église anglicane en 1903. 

### Conversion
Comme prêtre anglican il œuvre à Clerkenwell et sur l'île de Caldey. ensuite il est envoyé comme missionnaire aux Bahamas. En 1910, il conçoit l'église Saint-Paul de Clarence Town, à Long Island. En 1911, il quitte les Bahamas pour les États-Unis et se convertit au catholicisme. Ne pouvant plus exercer de ministère sacerdotal il mène alors une vie nomade au Canada et aux États-Unis pendant plusieurs années, durant lesquels il travaille comme ouvrier et comme charretier de chemin de fer. 
Il reprend alors des études de théologie à Rome en vue du sacerdoce catholique et est ordonné prêtre le 27 février 1915, après quoi il est envoyé à Geraldton, en Australie-Occidentale. Nommé prélat domestique par le pape Pie XI, il reçoit le titre de « Monseigneur ».

### Érémitisme

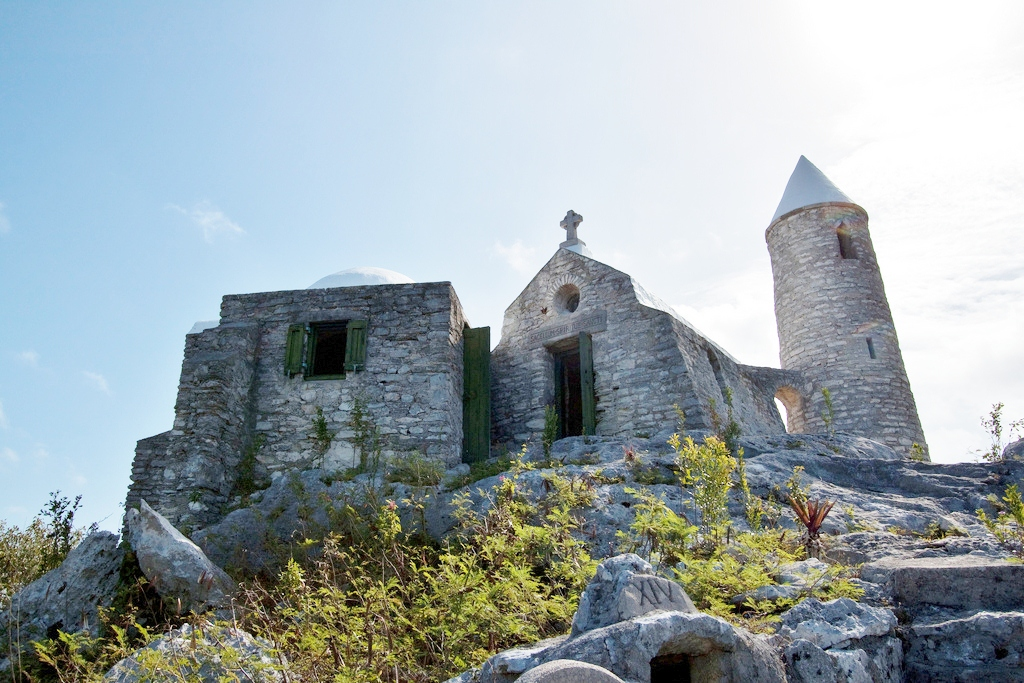
L'ermitage de l'île Cat, aux Bahamas.

En mai 1939, il part en pèlerinage aux Bahamas. Il y conçoit et construit l'ermitage du mont Alverne, sur l'Île Cat, où devenu ermite il est connu sous le nom de Père Jérôme. Il conçoit également six églises sur l'ensemble des Bahamas. 
Le père John Hawes (Père Jérôme) meurt le 26 juin 1956 à Miami, en Floride, à l'âge de 79 ans. À sa demande, il est enterré dans une grotte située sous son ermitage de l'île Cat.

## Œuvres architecturales
John Hawes est notamment le concepteur de :
- l'église anglicane Saint-Christophe de Gunnerton ;
- la cathédrale Saint-François-Xavier de Geraldton (1938) ;
- la Maison de Nazareth, à Geraldton ;
- la chapelle du cimetière du Saint-Esprit de Geraldton ;
- l'ermitage de Geraldton ;
- l'église Notre-Dame du Mont Carmel de Mullewa et son presbytère ;
- les églises de nombreuses villes agricoles de la région comme Morawa, Perenjori, Yalgoo et Northampton ;
- la station Melangata, au nord de Yalgoo et la Tour Blanche de Bognor Regis, au Royaume-Uni.

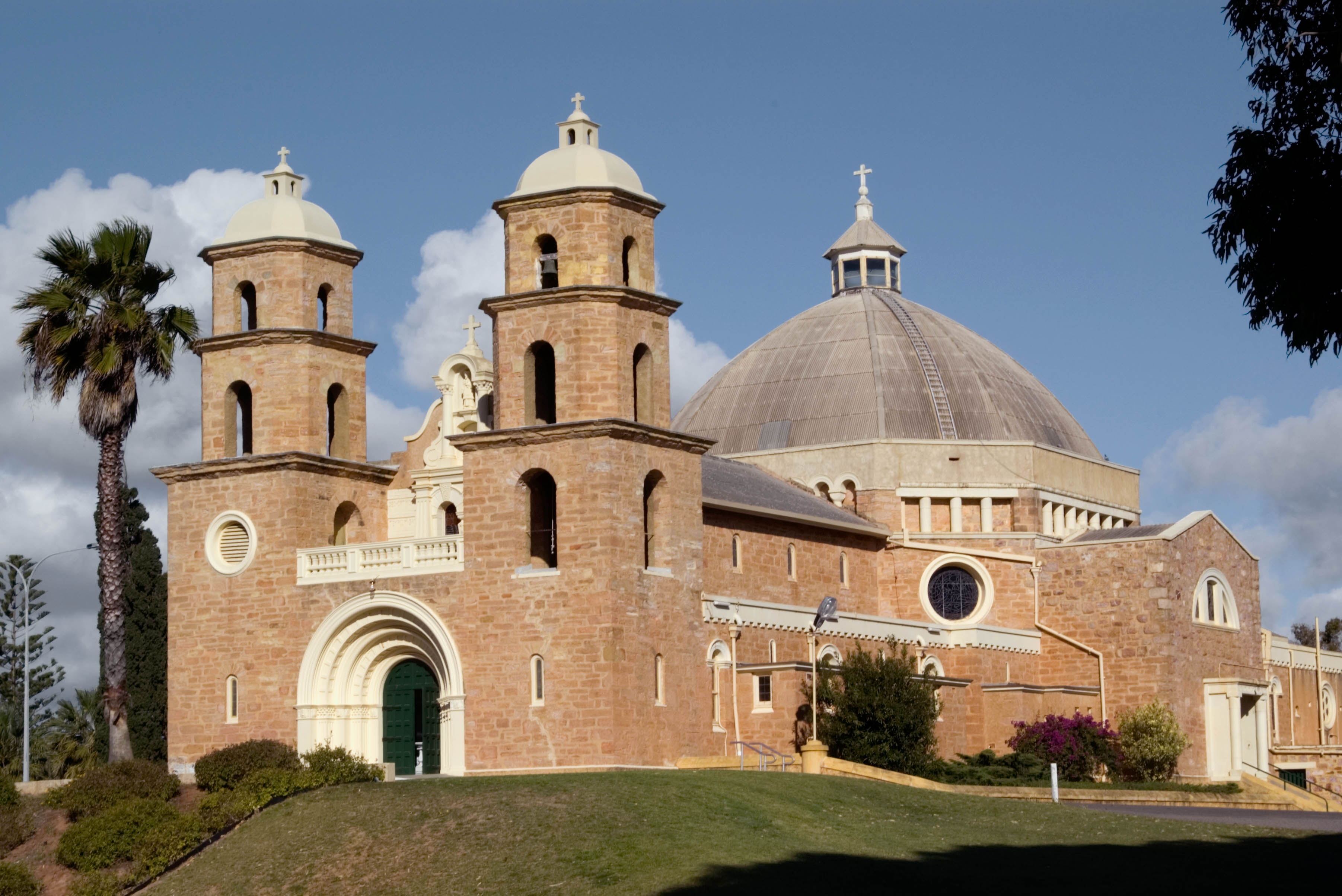
La cathédrale de Geraldton.
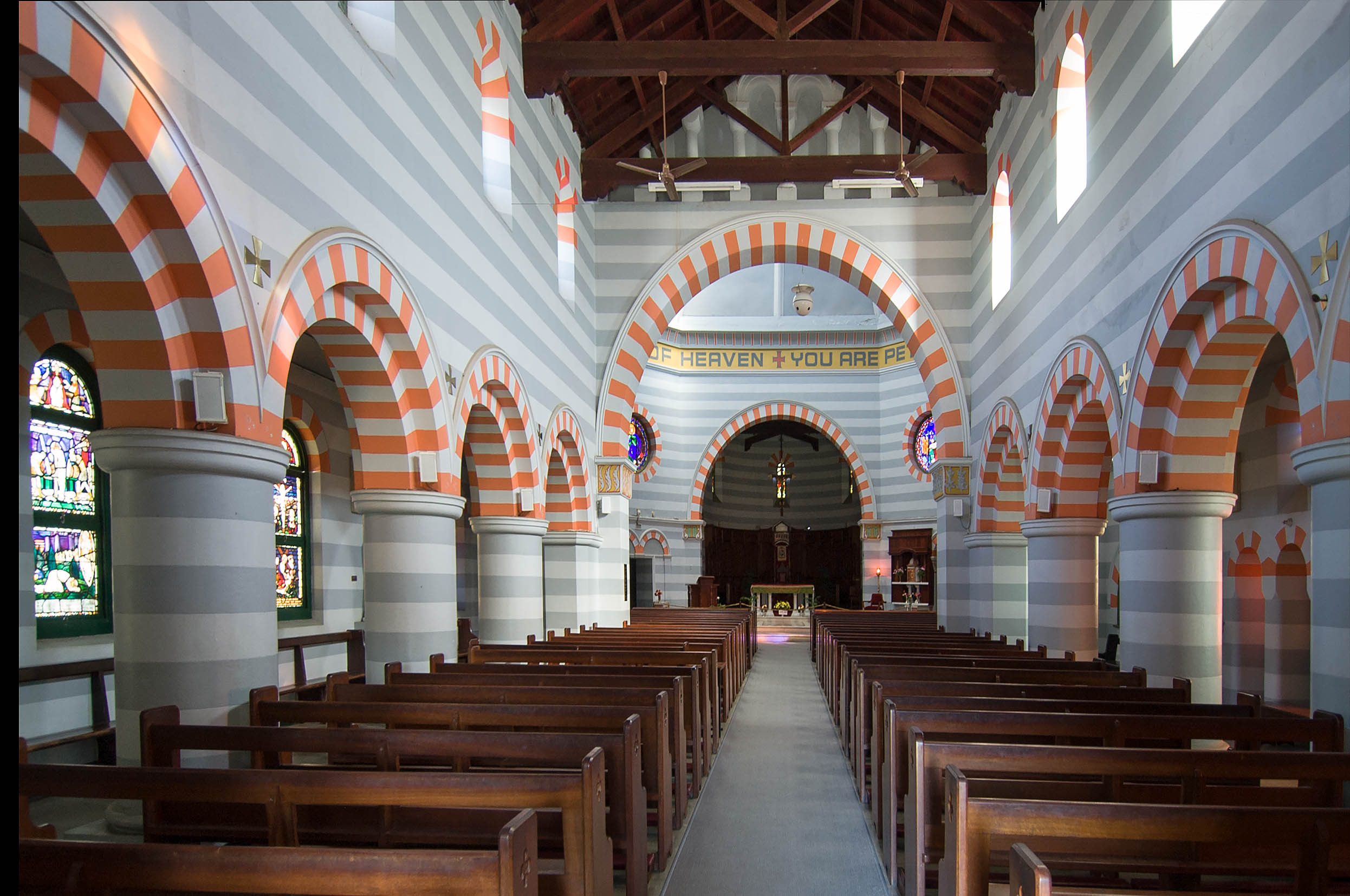
Intérieur de la cathédrale.
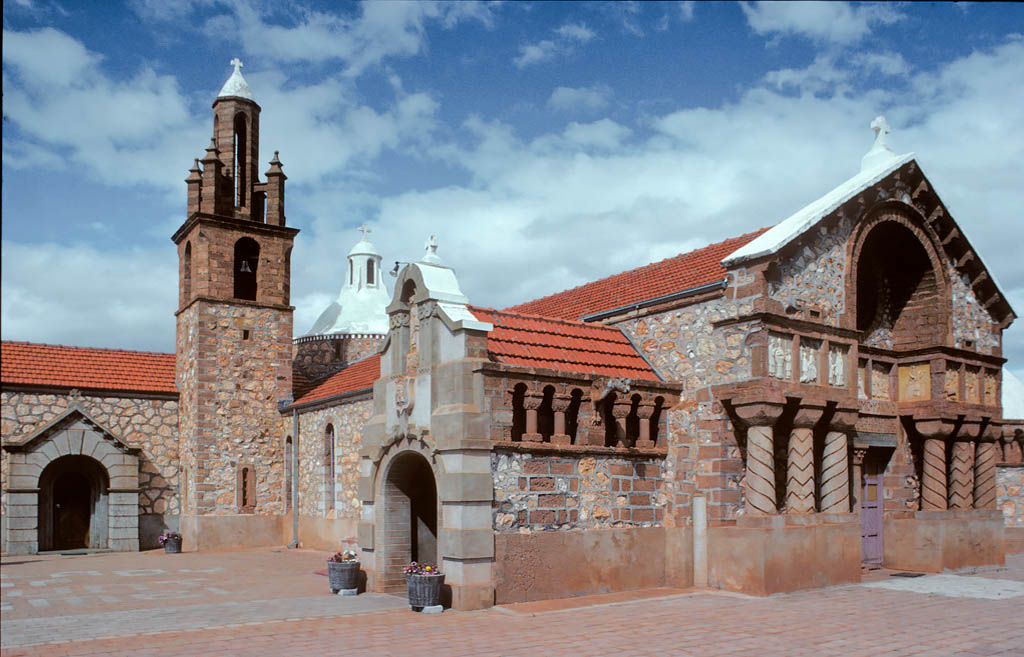
L'église catholique de Mullewa.
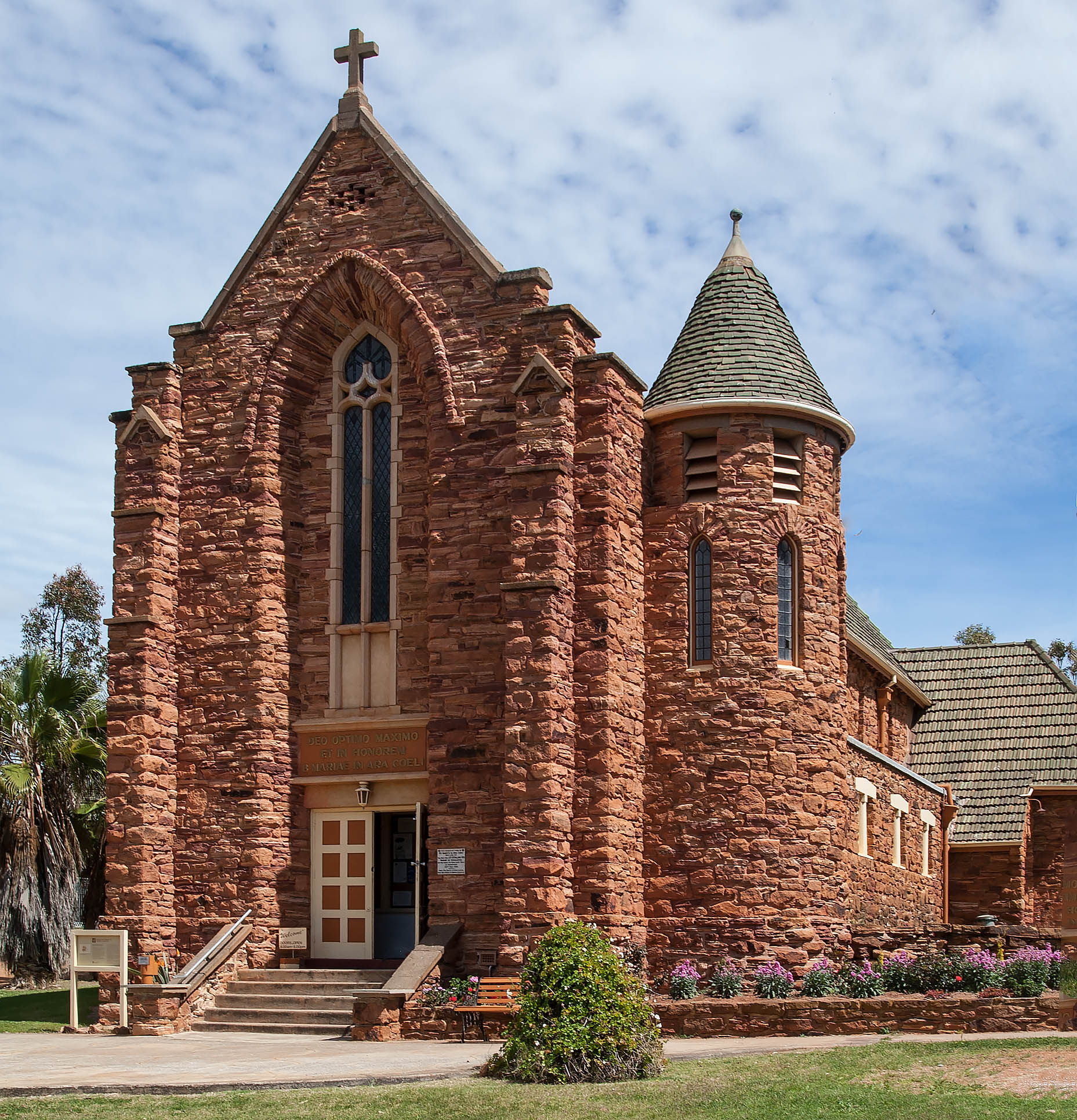
L'église Notre-Dame de Northampton.
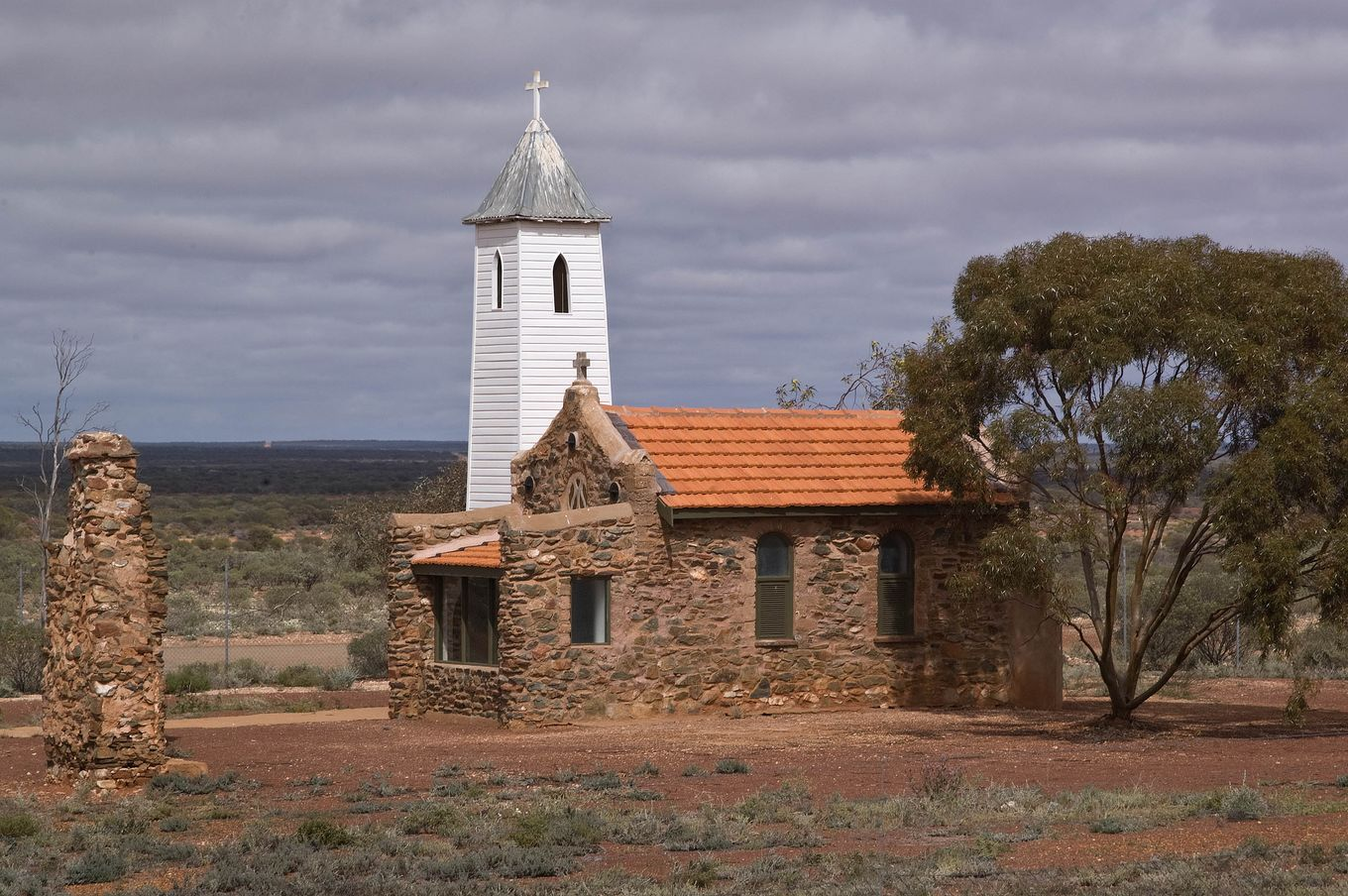
Le couvent Saint-Hyacinthe de Yalgoo.